# Lady Octopus
Lady Octopus (echte naam Carolyn Trainer, vroeger ook bekend als de tweede Dr. Octopus), is een fictieve superschurk uit de strips van Marvel Comics, en een vijand van Spider-Man. Ze verscheen voor het eerst in Amazing Spider-Man #406 (Oktober 1995). Ze werd bedacht door J.M. DeMatteis en Angel Medina.

## Biografie
Gedurende de “Clone Saga” uit de Spider-Man strips werd Dr. Otto Octavius gedood door Kaine, een gestoorde Spider-Man kloon. Niet lang na zijn dood werd zijn plaats ingenomen door Carolyn Trainer, de dochter van Seward Trainer en een studente van Octavius. Ze gaf zichzelf een aantal metalen tentakels gelijk aan die van Octavius, en ontwikkelde een persoonlijk krachtveld. Ze nam Octavius’ bijnaam Dr. Octopus aan als eerbetoon aan haar leraar, en stal haar vaders technologie voor het combineren van de realiteit en virtuele realiteit.
Toen ze ontdekte dat haar vader werd beschermd door Ben Reilly, alias de Scarlet Spider, werd ze jaloers op de vader-zoon relatie tussen haar vader en Ben. Ze probeerde de data via chantage te krijgen door een serum te stelen dat de op dat moment zwaar zieke Mary Jane Watson kon genezen, maar dit mislukte door tussenkomst van Spider-Man.
Haar pogingen om realiteit en virtuele realiteit te vermengen bracht haar in een technologische oorlog met Mr Tso en zijn baas Alistair Smythe. Ze huurde Looter, Override en Aura en de Pro in om haar te helpen. Ze probeerde via haar techniek Dr. Octopus, die een back-up van zijn herinneringen had opgeslagen in de computer, weer tot leven te brengen. Haar plan mislukte en ze werd gearresteerd.
Later was ze getuige hoe de mystieke clan van ninja’s genaamd de Hand Dr. Octopus weer tot leven brachten. Ze gaf hem zijn geheugen terug via de back-up uit de computer. Daarna werd ze zijn assistent onder de naam Lady Octopus, tot ze uiteindelijk naar de achtergrond verdween.

## Krachten en vaardigheden
Lady Octopus heeft geen superkrachten. Het harnas met de tentakels dient als een verlenging van haar lichaam. De tentakels kunnen veel meer gewicht tillen dan een mens, en reageren razendsnel. De tentakels stellen Lady Octopus in staat zich over elk soort terrein voort te bewegen met snelheden gelijk aan die van een auto. De tentakels zijn gewapend met lasers.
Via haar tentakels kan Lady Octopus “communiceren” met computersystemen en telepathisch de virtuele realiteit betreden.
Haar harnas projecteert ook een krachtveld dat de meeste aanvallen kan weerstaan. Haar tentakels kunnen wel door dit krachtveld heen aanvallen.
Naast haar harnas was Lady Octopus bedreven in robotica, informatie technologie, toegepaste natuurkunde en mechanica.